# 潘多利诺

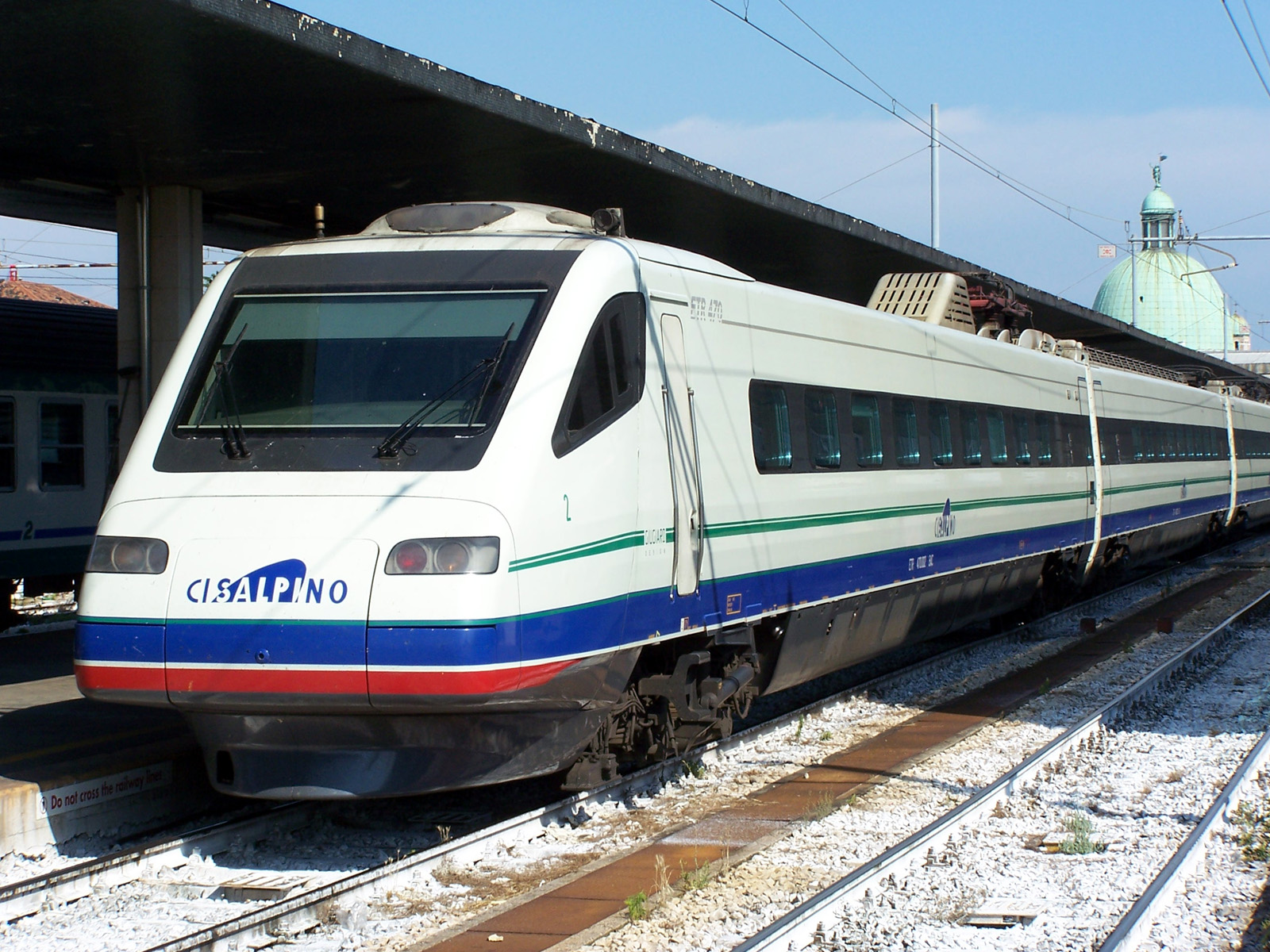
ETR 470在威尼斯

潘多利诺（pendolo [ˈpɛndolo] “钟摆”和指小词后缀-ino）是一系列采用主动倾斜式技术的电联车品牌名称，运用于意大利、西班牙、葡萄牙、斯洛文尼亚、芬兰、俄罗斯、捷克、英国、斯洛伐克、瑞士和中国，以及在罗马尼亚和波兰短期服役。潘多利诺基于意大利ETR 401型列车和英国先进旅客列车而设计，并为总部在意大利萨维利亚诺的飛雅特鐵路所进一步发展和投产，后于2000年随其被以3亿欧元并购而转移至阿尔斯通。其主动倾斜式技术使用菲亚特研发的“TILTRONIX”电子液压装置，允许列车在曲线上的运行速度比传统列车更快。
1960和1970年代，当高速铁路——法国的TGV和日本的新干线——问世时，许多铁路业者冀望提升自身的运营速度，而不需如上述两国一样建造平行于既有铁路的专用线路。藉由摆式列车技术，列车可在保证乘客舒适度的前提下，以较高的速度通过为低速列车设计的弯道。

## 意大利

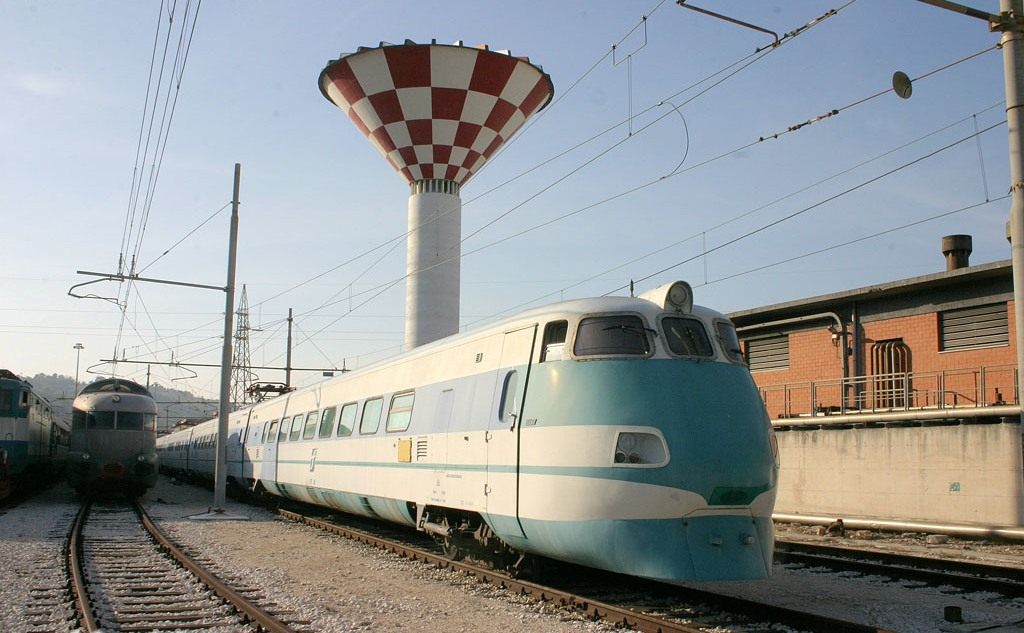
ETR 401在安科纳附近；图中是第一列投入常规服务的潘多利诺电力动车组。

在意大利，多种方案都得到了探索——包括以固定车厢配上可倾斜座椅的方案。若干技术原型被制成及测试，包括一个 机动（automotrice）（自力推进）方案，发展自ALn 668柴油动车，添加可倾斜座椅。首个可行采用可倾斜车身之原型为ETR Y 0160，为菲亚特铁路于1969年研发的电动车型。其为首款获命名为Pendolino的车型。
ETR Y 1060带动了1975年完整电力动车组的建造——菲亚特建造的两列ETR 401。其中一列于1976年7月2日投入面向公众的罗马-安科纳的线路（后延伸至里米尼），由意大利国家铁路营运。ETR 401列车行走罗马至安科纳的295公里路程需时2小时50分钟，而传统列车则花费3小时30分钟。列车为4节编组，它更多地被认为是新技术的移动实验室。第二列ETR 401则被调整为适用于西班牙国家铁路的宽轨线路。

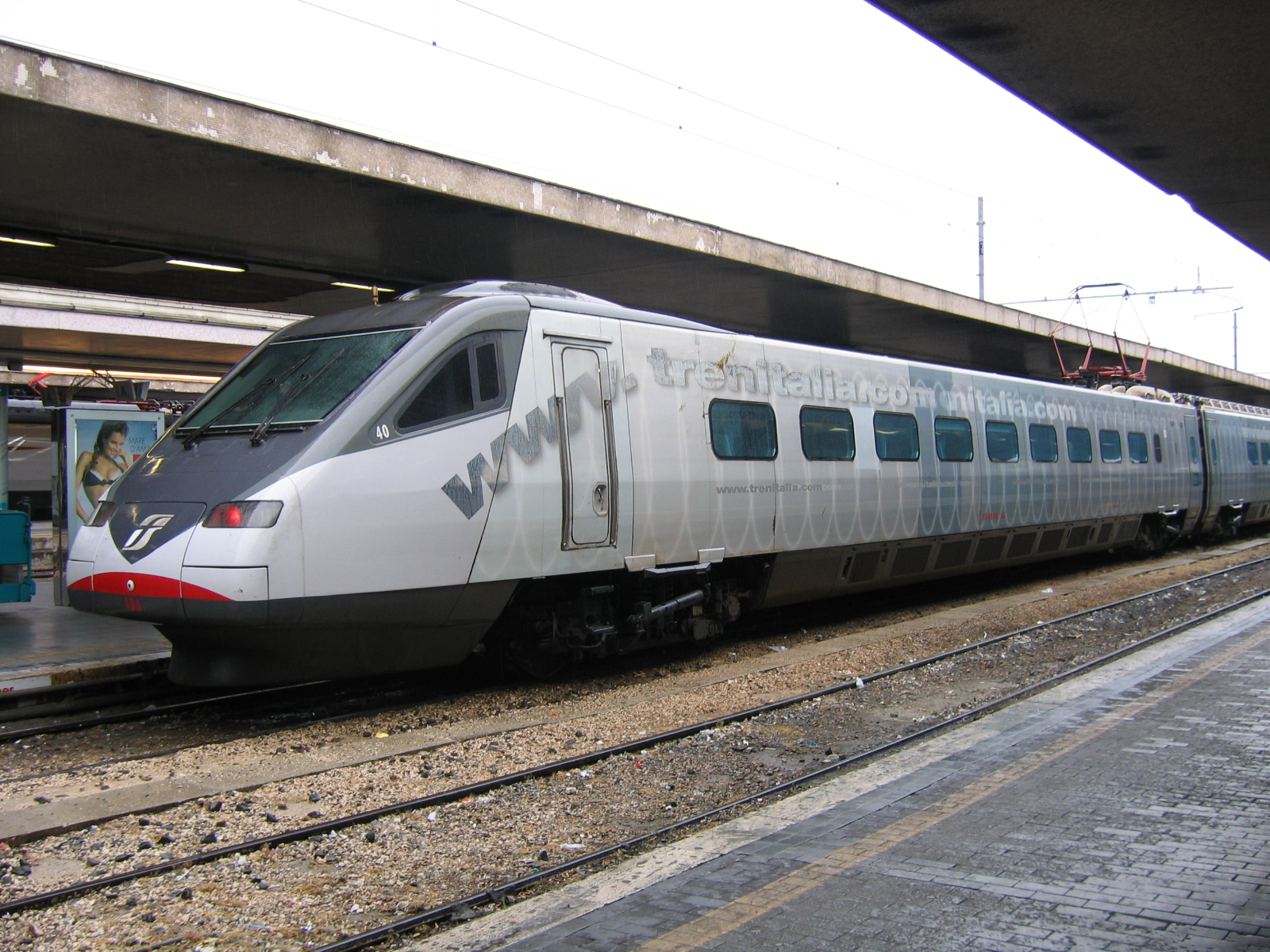
ETR 480在罗马中央火车站

1982年，菲亚特为在命途多舛的英国先进旅客列车项目上使用的摆动转向架申请了专利。此技术和其他改进一起，为先进许多的ETR 450型列车的出现铺平了道路；ETR 450型係世界上首列投入常规服务的潘多利诺（Pendolino）列车。以8节编组（后加入一节餐车成为9节）为特征的ETR 450，能够在4小时内完成罗马-米兰的线路，最高速度达250km/h。旅客人数由1988年的22万人次，增长至1993年的220万人次。
1993年，由乔治亚罗设计的新一代车型ETR 460投入服务。尽管被若干新技术带来的问题所困扰，但ETR 460依然导入了数项创新成果，如更强力的交流异步电动机。此外，用于驱动反摆动装置的活塞，从车体外部移动至转向架——使得通过重新布置车厢两端通过台和乘客区域从而提升舒适度。车体与转向架之间的连接极为简单且易于制造，带来了优越的可维护性。从安全及舒适角度出发，ETR 460的最大摆动倾斜角由13°减为8°。

自2006年起投入服务的ETR 600

ETR 460将轴重保持在极低的14.5吨/轴的水平，令列车可以比传统城际列车（机车加无动力车厢）高出35%之速度通过弯道。利用大型铝材挤压成型技术制造的车体，拥有可观的模块化特性，以及令列车拥有低轴重水平；同时完全符合最高的安全标准，并保留了因应不同限界进行更动的空间。
ETR 460仅建造了10列。改进版包括提供予意大利-瑞士合资公司齐萨尔皮诺的ETR 470，以及ETR 480——供意大利铁路于法国和瑞士等地的交流电化线路运用。ETR 460/470/480共制造了34列。
菲亚特铁路于2000年被售予法国阿尔斯通。潘多利诺家族的摆式列车技术继续于阿尔斯通的意大利厂区发展，新一代车型新潘多利诺以ETR 600和ETR 610的型号，自2006年起分别交付意大利铁路和齐萨尔皮诺。

## 西班牙
在第一列潘多利诺电力动车组于意大利问世前，1972年，菲亚特和西班牙国家铁路即签署了一份关于摆式列车研发的协议。1972年9月诞生的首个合作成果，即是一列装备了主动摆动悬挂机构的西班牙国铁432型电力动车组。在成功的试车后，西班牙列车制造商CAF和菲亚特建造了一列与ETR401相近的原型车，并于1976年交付，名称为西班牙国铁443型，因黄色涂装得名绰号Platanito（香蕉）。此4节编组列车之最高营运速度为180km/h，并在1987年5月6日创造了206km/h的西班牙列车速度纪录。然而，此列车依然为一特别试作品，西班牙国家铁路始终中意本土的Talgo——使用被动悬挂机构于1980年问世的摆式列车。在1979年-1982年的商业服务后，443型被用于包车和测试运行。

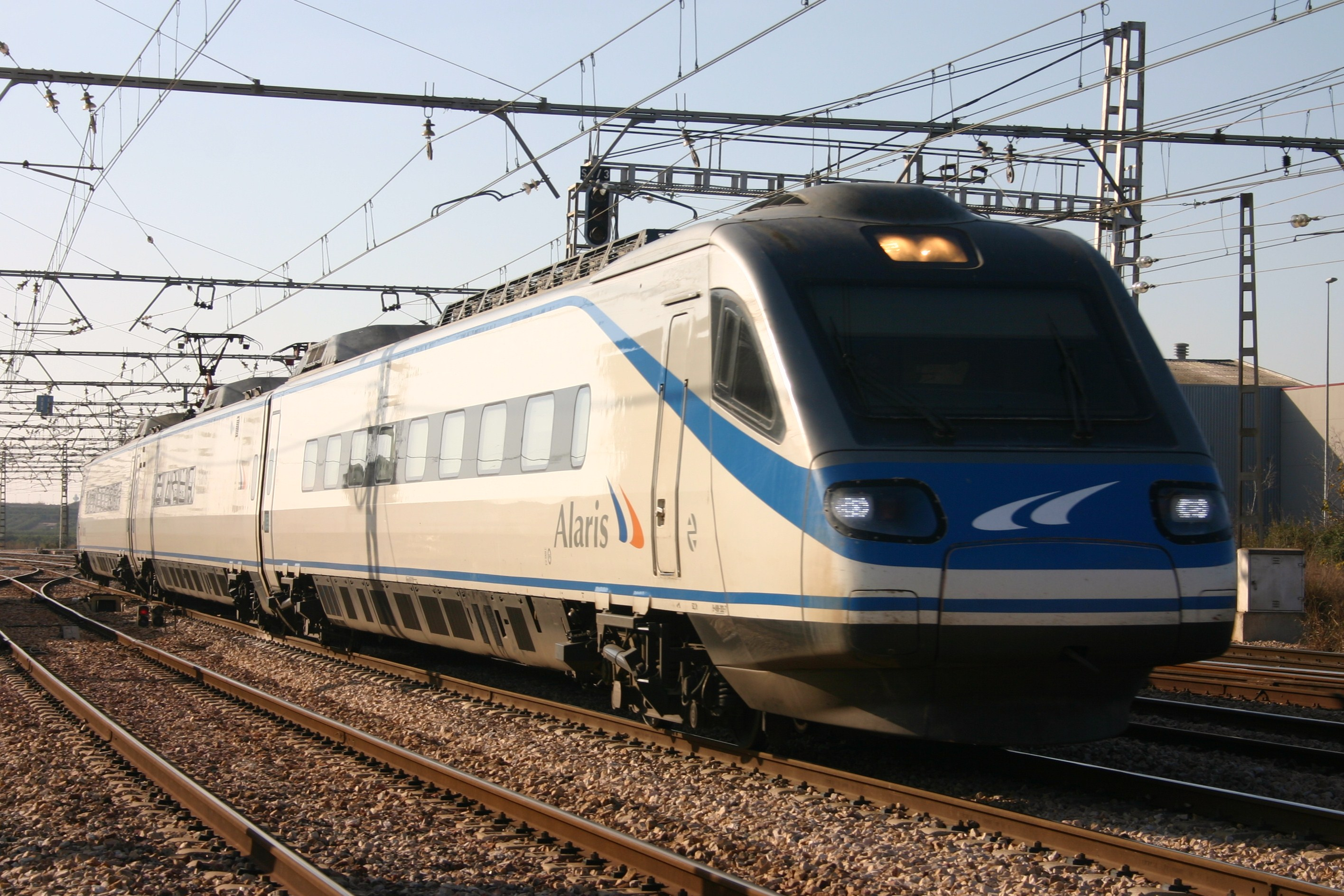
一列由马德里阿托查车站出发的Alaris列车正在接近西利亚

20年后，为对马德里-瓦伦西亚传统线路提速，西班牙国铁于1996年订购了10列Pendolino。这些基于ETR 460和ETR 470而来的车型，自1998年起以西班牙国铁490型的名称，由菲亚特铁路和GEC-阿尔斯通的联合体交付。此3节编组车型适配于在西班牙国铁3kV直流电化传统线路上，以220km/h行驶。1999年始，490型担任新的马德里-瓦伦西亚Alaris班次。面对增长的需求，490型的载客量已经不能应对，故自2008年2月起，此车型被调往瓦伦西亚至巴塞罗那间的地中海走廊线（Corredor Mediterráneo line）。
2001年，为提供高速线路上的中距离服务，西班牙国家铁路订购了潘多利诺（Pendolino）的非摆式改型——基于ETR 480列车而来。此批20列4编组列车（最高营运速度250km/h）由阿尔斯通和CAF共同制造，并以西班牙国铁104型的名称交付。自2004年12月29日起，西班牙国铁将其投放至新的Avant班次，行驶马德里-塞维利亚区间。
西班牙国铁在后续订单中，自阿尔斯通/CAF购买了30列非摆式中距离高速列车（后减至13列）。不过这些列车为基于新潘多利诺车型而设计。这一命名为西班牙国铁114型的新车型于2008年秋季出现。

## 德国

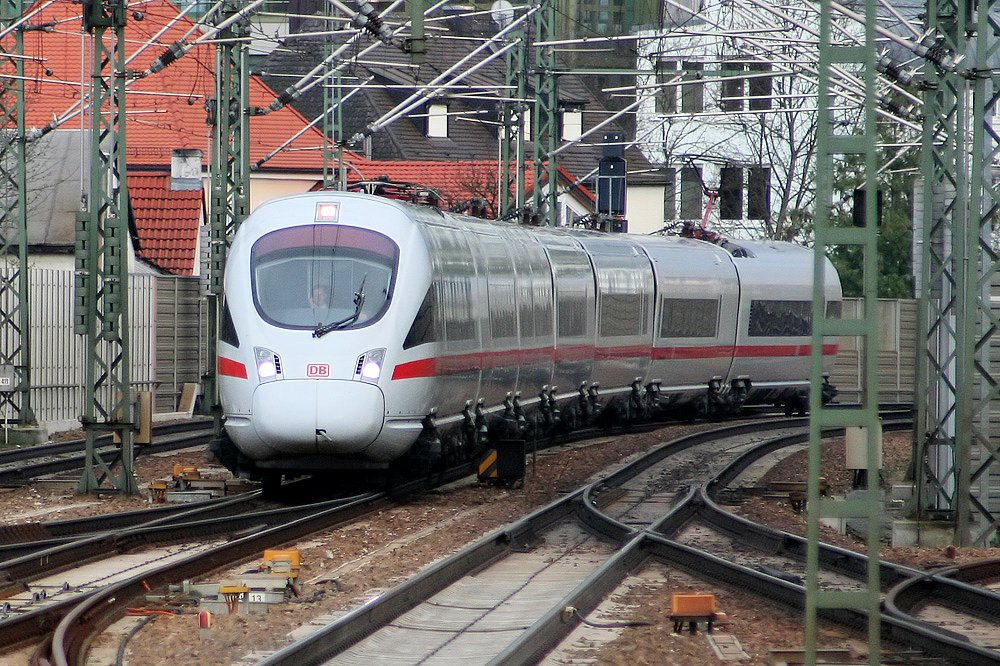
过弯中的ICE-T

西德联邦铁路在1970年代进行了摆式列车技术的相关实验，但放弃了它。后德铁在1987年开展了一项研究，论证为纽伦堡-霍夫线路进行电气化工程抑或购入柴油摆式列车更佳，并认定后者为优选方案。次年德铁订购10列摆式电力动车组，并于1990年增购了10列。全部20列德铁610型列车于1992年交付。此2节编组列车最高速度为160km/h，由5家德国公司和菲亚特铁路的联合体制造。菲亚特提供转向架、液压摆动悬挂以及其他摆动技术相关部件，故此车型可被冠以菲亚特之商标名称“潘多利诺”（Pendolino）。
德铁订购了更多使用其他摆式列车技术的区域及特快列车用电力动车组，如安达/庞巴迪的611型和612型（RegioSwinger） 、西门子的605型（ICE-TD）。然而当1994年订购230km/h级别，运用于传统线路的ICE-T列车时，意味着潘多利诺的技术再次雀屏中选。菲亚特（阿尔斯通）为32列7节编组的411型和11列5节编组的415型提供了转向架和摆式列车技术；上述车型于1999年投入服务。2002年德铁对411型进行改造，阿尔斯通再次成为转向架和摆式列车技术的提供商，28列列车于2004年至2006年间交付。

## 瑞士

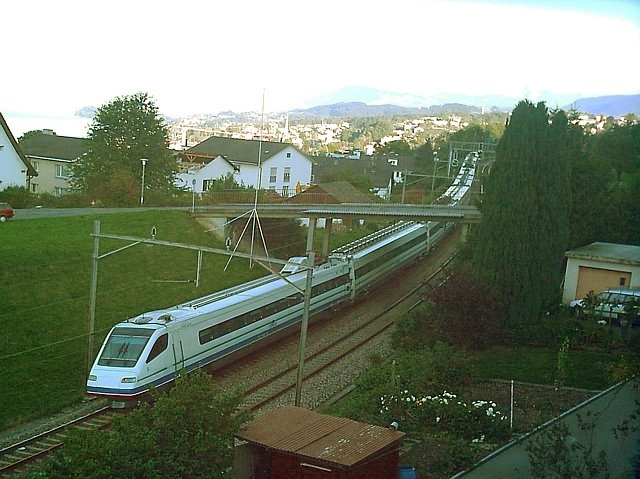
齐萨尔皮诺公司的（Cisalpino）的ETR 470

自齐萨尔皮诺（意大利铁路和瑞士联邦铁路合资公司）结束營业后，用于意瑞两国间跨阿尔卑斯山服务的潘多利诺列车被划拨予意大利铁路（5列ETR 470和7列ETR 610）与瑞士联邦铁路（4列ETR  470和7列ETR 610）。ETR 470列车和时刻表的低可靠性，迫使双方分别在米兰-苏黎世线路两端终点站各存放一列车备用。
2012年，瑞士联邦铁路订购了8列新的ETR 610列车（2015年交付），用于米兰-日内瓦和米兰-苏黎世的服务。

## 芬兰

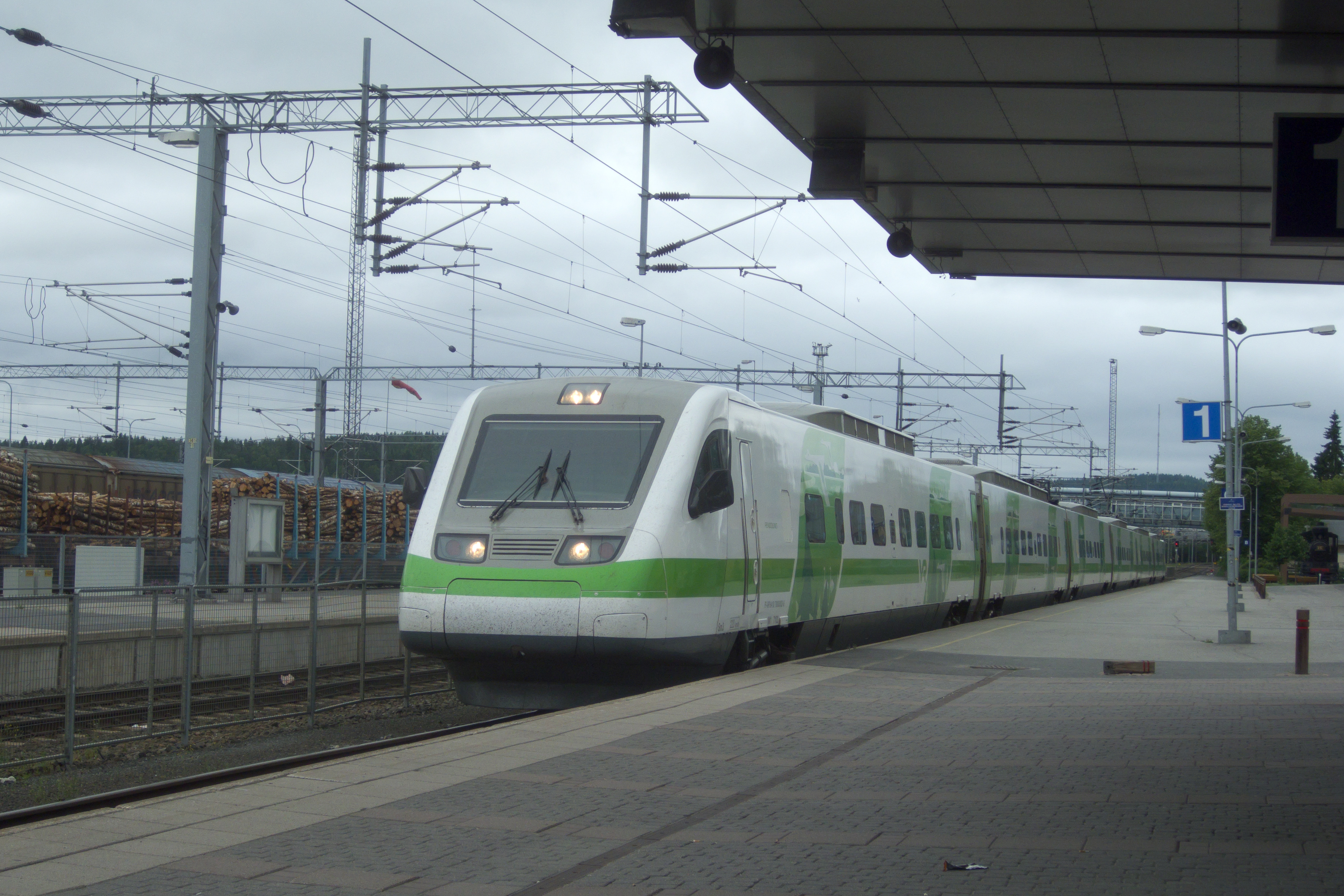
一列Sm3型潘多利诺列车抵达于韦斯屈莱车站

芬兰的Sm3型列车为基于ETR 460型设计，但依照芬兰铁路（VR，前芬兰国家铁路）的特定要求和当地严寒气候进行更动。首批2列于1995年由Rautaruukki-Transtech组装。其余16列则在2000年-2006年间从阿尔斯通订购并运送至芬兰。
Sm3型为6节编组，当中4节装有2部交流异步三相电动机（每转向架各一）；其余2节车厢无动力但装有受电弓。编组中有1节为餐车。电机可持续产生4,000 kW（5,400 hp）的动力，并推动列车以最高220km/h之速度行驶。
Sm3因其可靠性问题在芬兰收获了许多差评，而问题大多为摆动机构和车钩所引致的技术故障。芬铁曾以在终点站而非中途站进行重联作业，并在冬季关闭摆动机构的方式来缓解问题。Sm3列车将于2012年至2014年间进入集中维护期，期间进行的工程包括更换车钩和摆动机构以使该车型更加可靠。

## 卡累利阿铁路

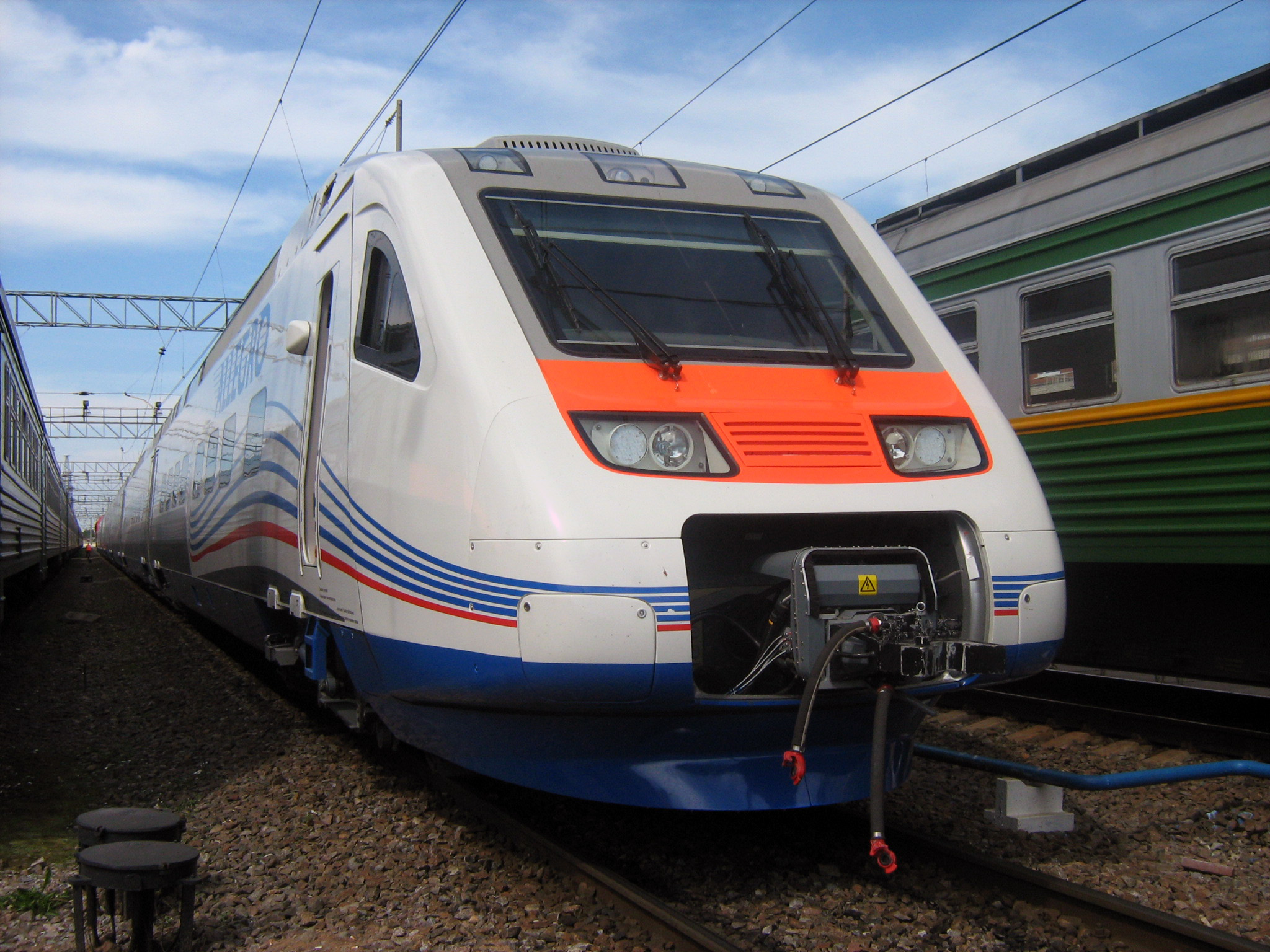
芬兰铁路Sm6列车（Allegro班次）在俄罗斯

卡累利阿铁路——由芬兰铁路和俄罗斯铁路1:1等额出资的合资企业——使用4列1522mm轨距的7节编组潘多利诺列车，自2010年12月12日始使用Allegro （俄语：Аллегро）为品牌，以220km/h速度往返圣彼得堡和赫尔辛基，将两座城市之间的旅行时间由5个半小时缩减至3个半小时。特别制造的转向架，令列车均能够在芬兰标准的1524mm轨距和俄罗斯方面的1520mm轨距上以220km/h行驶。

## 葡萄牙

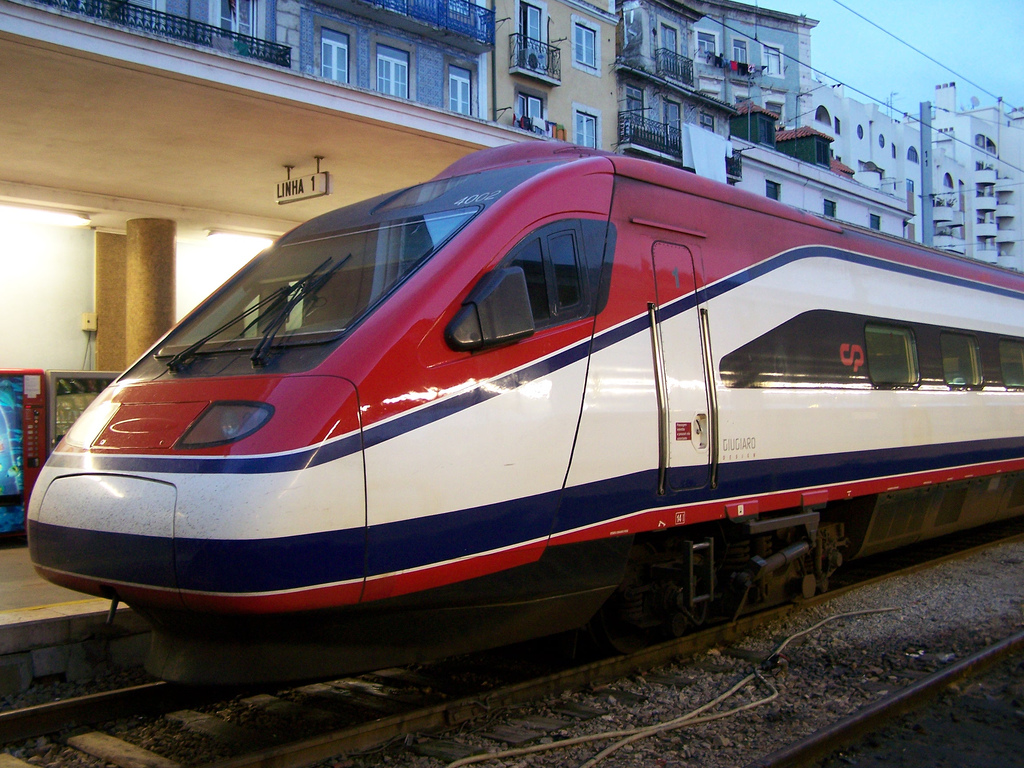
Alfa Pendular在里斯本的里斯本-Santa Apolónia车站

在葡萄牙潘多利诺家族被称作Alfa Pendular，由葡萄牙铁路运营。线路连接布拉加、波尔图、阿威罗、科英布拉、圣塔伦、里斯本、阿尔布费拉和法鲁等，最高速度为220km/h。转向架为在葡萄牙的宽轨铁路上行驶重新设计，列车由安达（Adtranz）在阿马多拉的工厂（前Sorefame公司）组装。项目的主承包商是菲亚特铁路（后为阿尔斯通收购）；主要的两个次承包商为Adtranz和西门子，分别负责牵引和列车控制部分。
10列6节编组列车于1998至2001年间制造，1999年初投入营运。葡萄牙版本的潘多利诺与其基础型号ETR 460不同，采用了较宽的车体以合理利用1668mm的伊比利亚轨距。

## 斯洛文尼亚

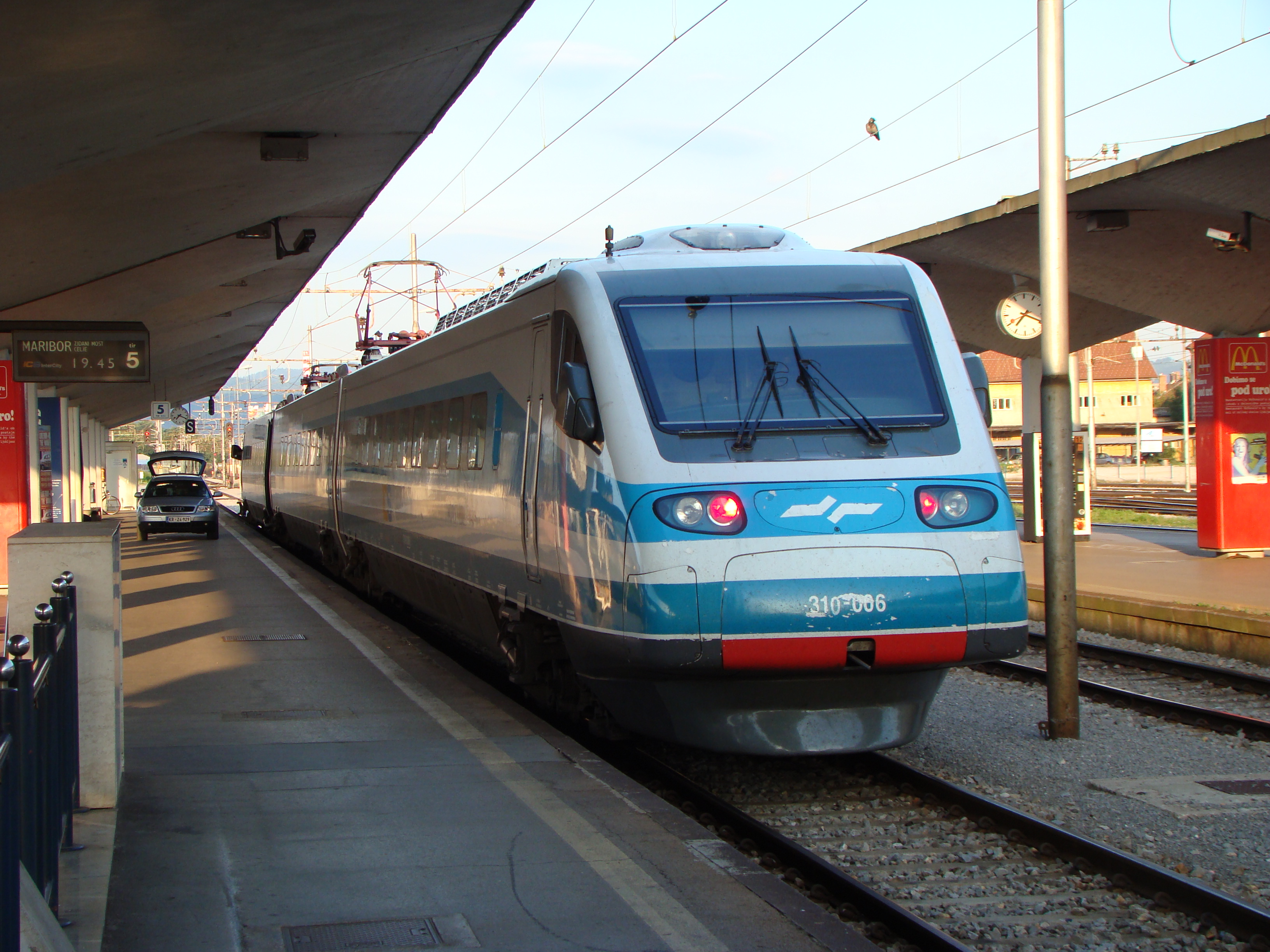
一列ICS列车（310系）在斯洛文尼亚首都卢布尔雅那

斯洛文尼亚铁路为其主干铁路线订购了3列潘多利诺摆式列车。斯洛文尼亚铁路310系电力动车组为3节编组，发展自ETR 460型。310系最高速度为200km/h，但在斯洛文尼亚铁路网的载客营运中，只在马里博尔-Pragersko站和Grobelno-采列站两个区间达到160km/h的最高速度。
从2000年9月24日开始，310系执行斯洛文尼亚城际（InterCitySlovenija ，ICS）班次，将本国的主要城市——科佩尔（仅夏季）、卢布尔雅那、济达尼莫斯特、采列和马里博尔以一线联起，以紧密班次提供高速穿梭往返服务。直至2008年4月，每日有一班从马里博尔至卢布尔雅那的列车，线路经蒙法尔科内覆盖的里雅斯特并延长至威尼斯。

## 英国
2002年，维珍铁路开始在专营权下的西海岸干线（西岸线，WCML）营运专门定制的一款潘多利诺车型——此车型亦被称作英铁390型。53列9节编组列车由阿尔斯通制造，由维珍铁路从Angel Trains租赁。
因西岸线未能升级至车载信号系统，此车型被限制在200km/h速度下营运（设计最高速度为225km/h）。2006年维珍铁路宣布，将在此后3年中验证列车在特伦特河谷（Trent Valley）以215km/h的速度营运的可能性，以争取西岸线的专营权续期。

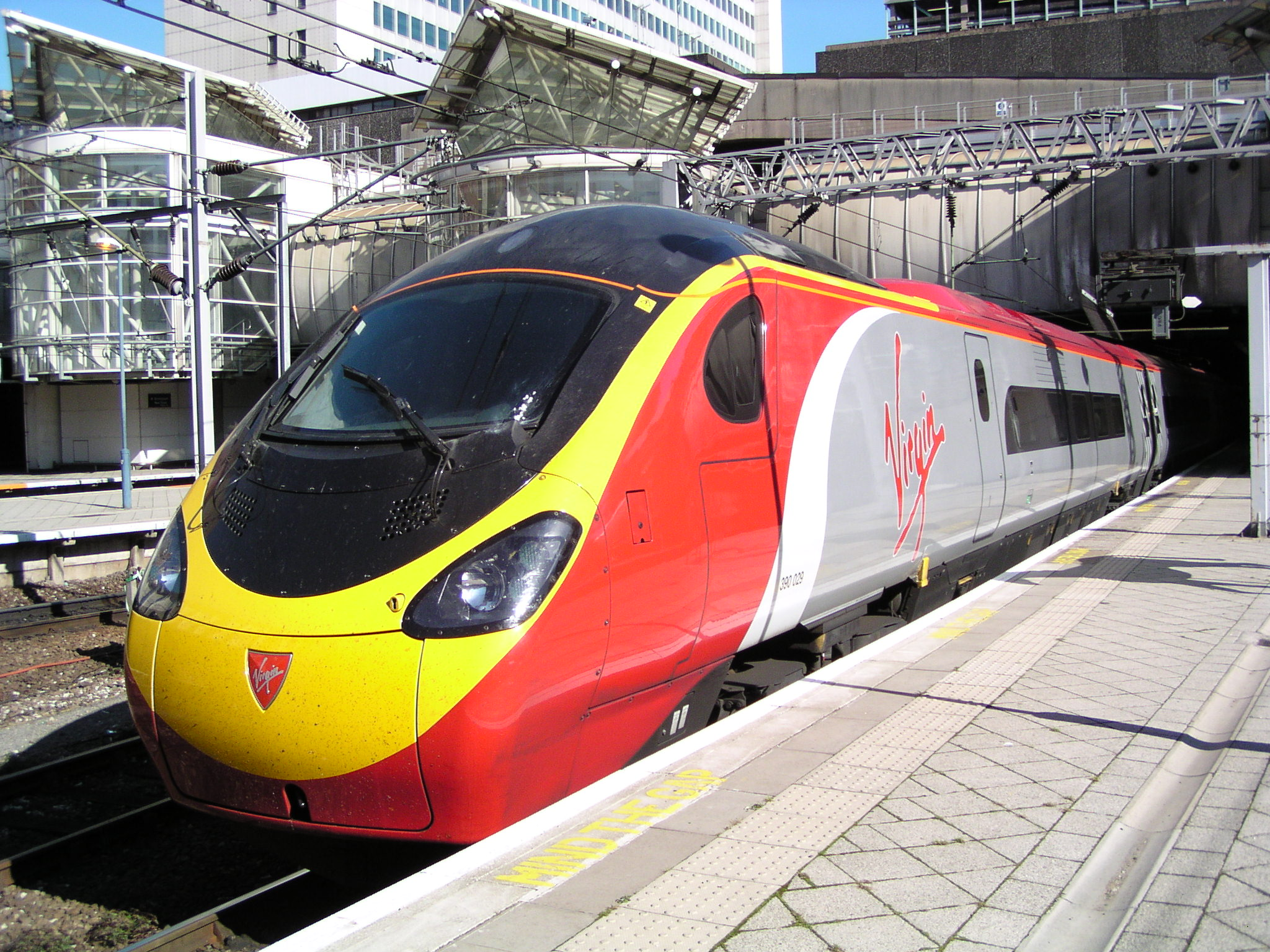
390型第29编组（“特伦特河畔斯托克”号）在伯明翰

390型由阿尔斯通（西海岸列车维护，West Coast Traincare）负责维护直至2012年合同到期。
英国运输部宣布现有31列9节列车将拓展为11节编组以增加载客量；同时也将生产4列新11节编组列车。Angel Trains已于2008年9月向阿尔斯通发出了订单。维珍铁路工程（Virgin Rail Projects）被选中进行新列车的导入工作。更长的编组令基础设施需要作出相应改动，才能使车站和车厂能够容纳11节编组列车。
20年前英国铁路曾计划将摆式列车技术以先进旅客列车项目带入同一条线路。令列车尽速服役的压力所带来的技术问题，以及缺乏提供解决问题资金的政治意愿，导致这一尝试夭折，然而却有不少曾运用于此的技术被用于设计制造潘多利诺车族。
2007年2月23日英国时间中午约12时15分，一列由伦敦Euston车站前往格拉斯哥的英铁390型列车（编号：033，2002年出厂），载着111名乘客和4名职员，于西岸线上以150km/h（约95mph）的速度行驶，在驶至坎布里亚郡格雷里格村时，列车突然出轨。事件导致一名80岁女乘客死亡，70多人受伤，肇事列车严重损毁。维珍集团董事长理查德·布兰森将事故中的乘客生还归功于潘多利诺列车，对BBC新闻表示它“造得就像坦克一样”（"built like a tank"）。当年9月4日发布的一份调查报告显示，肇事路段其中一个轨枕上的3个扣件出现松脱或遗失，继而引发事故。

## 捷克

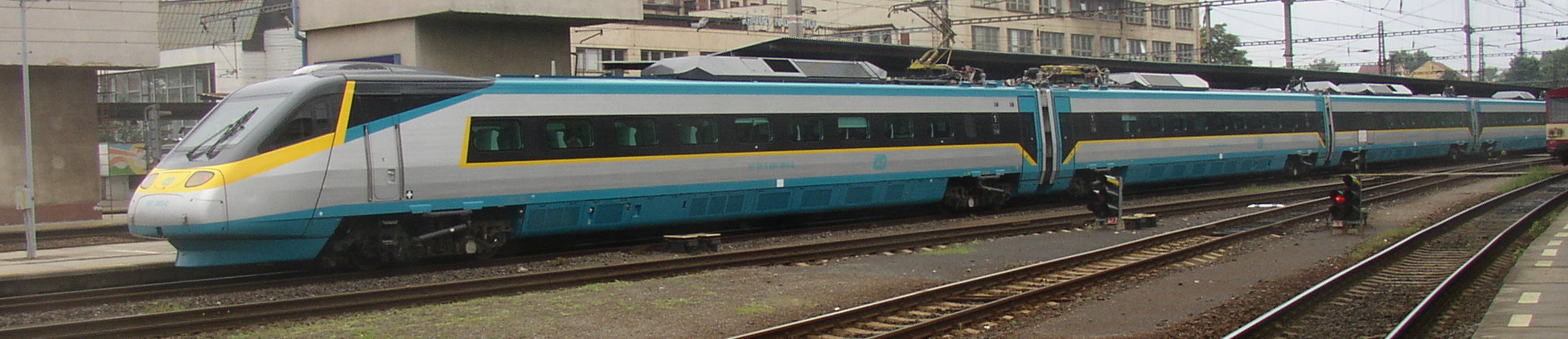
一列捷克铁路680型列车在Kralupy nad Vltavou

1995年由Českomoravská Kolben-Daněk（ČKD）、MSV Studénka、菲亚特铁路和西门子交通组成的联合体，赢得了捷克铁路的竞标，为其制造10列摆式列车，用于柏林-布拉格-维也纳的国际班次。 ČKD于2000年破产后，阿尔斯通作为菲亚特铁路的拥有者，接收了全部订单，将列车数量降至7列并提升了项目总价，提供ETR 470的改进版——可在25kV 50Hz交流、15 kV 16.7Hz交流和3,000V直流电气化线路上行驶，能够在德国、奥地利、斯洛伐克和捷克行驶。首列捷克國鐵680型電力機車于2004年交付。在2004年11月18日布热茨拉夫-布尔诺的测试运行中，新列车以237km/h时速创造了新的捷克铁路速度纪录。
在测试阶段列车遇到了与捷克信号系统的兼容问题。此问题在列车于2005年12月投入布拉格至俄斯特拉发的常规服务时据称已经解决。截至2006年1月末，捷克全部5列在役的潘多利诺列车受软件与功能故障困扰，后故障已修复但列车仍未得到在国外运作的许可。2006年12月，列车获得在斯洛伐克和奥地利运作的许可，但截至2010年，进入德国的许可仍未发出。
一列捷克潘多利诺列车出现于2006年的电影《007：大战皇家赌场》和2008年安吉丽娜·朱莉出演、提默·贝克曼比托夫执导的电影《通缉令》。

## 中国

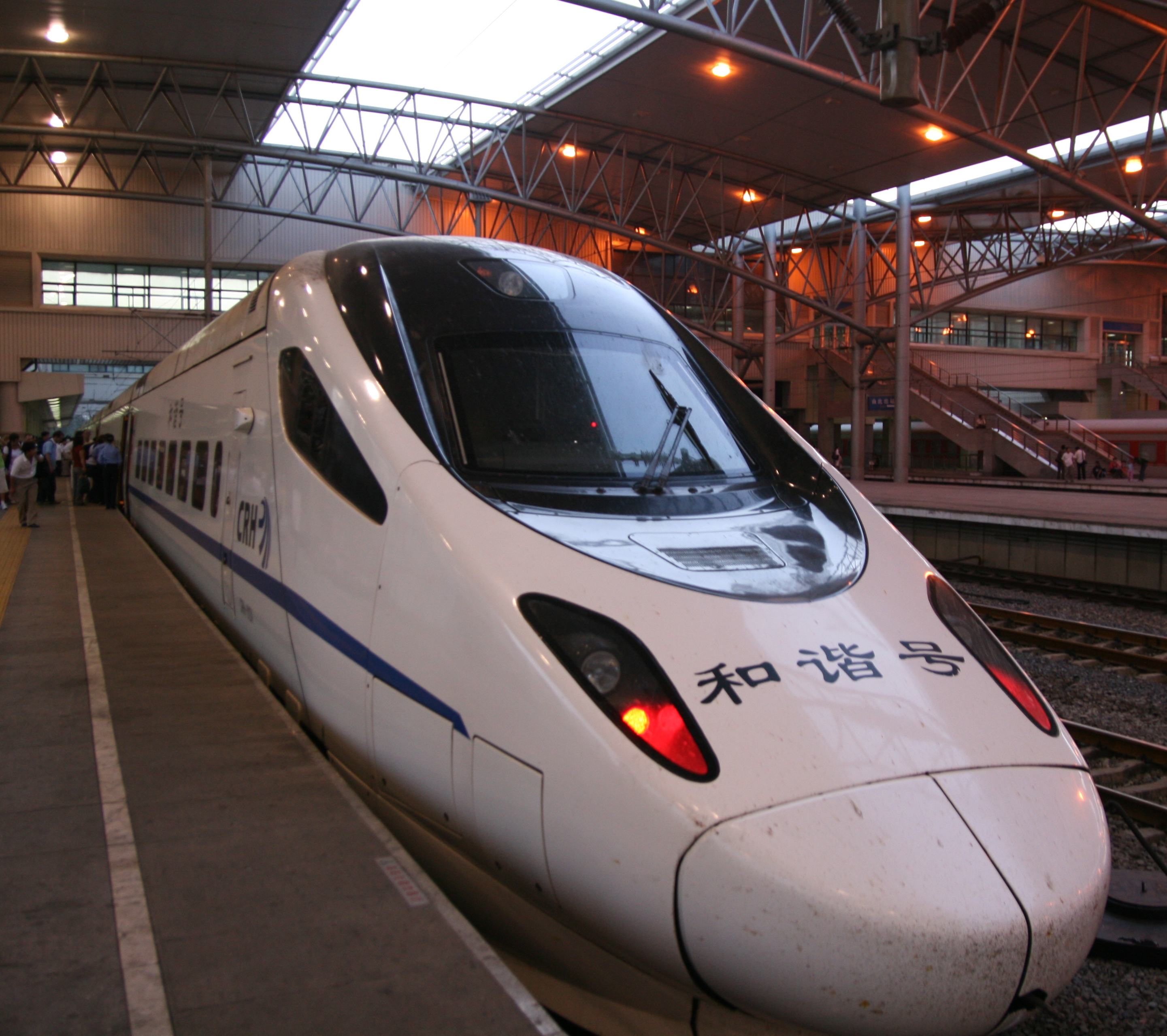
CRH5在辽宁沈阳

中华人民共和国铁道部自阿尔斯通方面引进技术，组装60列高速电力动车组，归为中国铁路高速列车（CRH）系列，命名为和谐号CRH5型。CRH5基于新潘多利诺设计，但并非摆式列车。2009年和2010年CRH5分别获得了20和30列追加订单，以充实服务于华北和东北线路的现有车队。

## 波兰
波兰国家铁路（PKP）于1998年订购了14列潘多利诺，但在2000年因资金问题而取消订单。
2010年阿尔斯通以新潘多利诺赢得了波兰国铁城际列车20列高速列车的投标。与CRH5相似，这些列车并非摆式列车；与捷克铁路680型相似，这些列车可在25kV 50Hz交流、15 kV 16.7Hz交流和3,000V直流电气化线路上行驶，故可于波兰、德国、奥地利和捷克运作。
2011年5月30日波兰国家铁路与阿尔斯通就20列新潘多利诺（ETR 610）签署协议。列车将在2014年前交付，并投入格丁尼亚至华沙和克拉科夫/卡托维兹至华沙的服务。

## 取消的订单
1998年罗马尼亚铁路宣布了当年年末前订购2列潘多利诺，并在次年于本国按许可生产其余19列的意向。然而此计划并未得到落实。
2002年，斯洛伐克铁路考虑购入4列潘多利诺，以与捷克铁路紧密合作。列车将命名为斯洛伐克铁路650型（ZSSK class 650）。计划在2004年因缺乏资金而被放弃。
乌克兰国家铁路运输管理局2008年曾表达过为应对2012年欧洲杯而购买7列潘多利诺的意愿，但后因财政问题而搁浅。